# Károly Eisenkrammer
Károly Eisenkrammer (nascido em 4 de janeiro de 1969) é um ex-ciclista húngaro que competiu no ciclismo nos Jogos Olímpicos de Verão de 1992, representando a Hungria.